# Bahnhof Neumarkt (Oberpfalz)
Der Bahnhof Neumarkt (Oberpfalz) ist der älteste und wichtigste Bahnhof in Neumarkt in der Oberpfalz.

## Lage und Gleisanbindung
Der Bahnhof liegt südlich der Altstadt am Ende der Bahnhofstraße. Das Bahnhofsgebäude befindet sich an der Nordostseite der Bahnstrecke Nürnberg–Regensburg. Direkt an das Bahnhofsgebäude grenzt der Bahnsteig 1, danach die Bahnsteige 2/4 und 5. Es folgen mehrere Rangier- und Abstellgleise.
Südlich des Bahnhofs führt die ehemalige Bahnstrecke Neumarkt–Dietfurt in Richtung Greißelbach. Sie ist heute ein Betriebsgleis für die Max Bögl GmbH in Sengenthal und das Unternehmen Pfleiderer in der Nähe des Bahnhofs, außerdem ein Abstellgleis für einzelne Züge. Von ihr zweigt ferner ein heute nicht mehr genutzter Anschluss zur Firma Dehn und Söhne in der Hans-Dehn-Straße ab.

## Verkehrsanbindung
Der Bahnhof Neumarkt wird von DB Regio Bayern und agilis im Regional- und S-Bahn-Verkehr bedient. Seit dem Fahrplanwechsel zum Winterfahrplan 2019/2020 halten keine Fernzüge mehr.
| Linie | Strecke | Takt                                                      |
| ----- | --- | --------------------------------------------------------- |
| RE22  | München Flughafen – Freising – Landshut Hbf – Regensburg Hbf – Neumarkt (Oberpf) – Nürnberg Hbf | 120 min                                                   |
| RE50  | Plattling – Straubing – Regensburg Hbf – Neumarkt (Oberpf) – Nürnberg Hbf | 120 min                                                   |
| RB51  | Plattling – Straubing – Regensburg Hbf – Neumarkt (Oberpf) | 60 min                                                    |
| S1    | Bamberg – Strullendorf – Hirschaid – Buttenheim – Eggolsheim – Forchheim Nord – Forchheim (Oberfr) – Kersbach (Oberfranken) – Baiersdorf – Bubenreuth – Erlangen – Erlangen Paul-Gossen-Straße – Erlangen-Bruck – Eltersdorf – Vach – Fürth Klinikum – Fürth Hbf – Nürnberg Rothenburger Str. – Nürnberg-Steinbühl – Nürnberg Hbf – Feucht – Feucht Ost – Ochenbruck – Mimberg – Burgthann – Oberferrieden – Postbauer-Heng – Pölling – Neumarkt (Oberpf) Stand: Fahrplanwechsel Dezember 2023 | 60 min (Bamberg–Forchheim) 20/40 min (Forchheim–Neumarkt) |

Auf dem Gelände des ehemaligen Güterbahnhofs befindet sich heute der Busbahnhof, der von allen Linien des Stadtbus Neumarkt sowie von zahlreichen Linien der OVF und der RBO bedient wird. Von hier aus bestehen Verbindungen in fast alle Stadtteile sowie in alle Gemeinden im Landkreis, sowie nach Amberg und zum Allersberg (Rothsee). Daneben existiert ein Taxi-Wartepunkt.

## Service-Einrichtungen

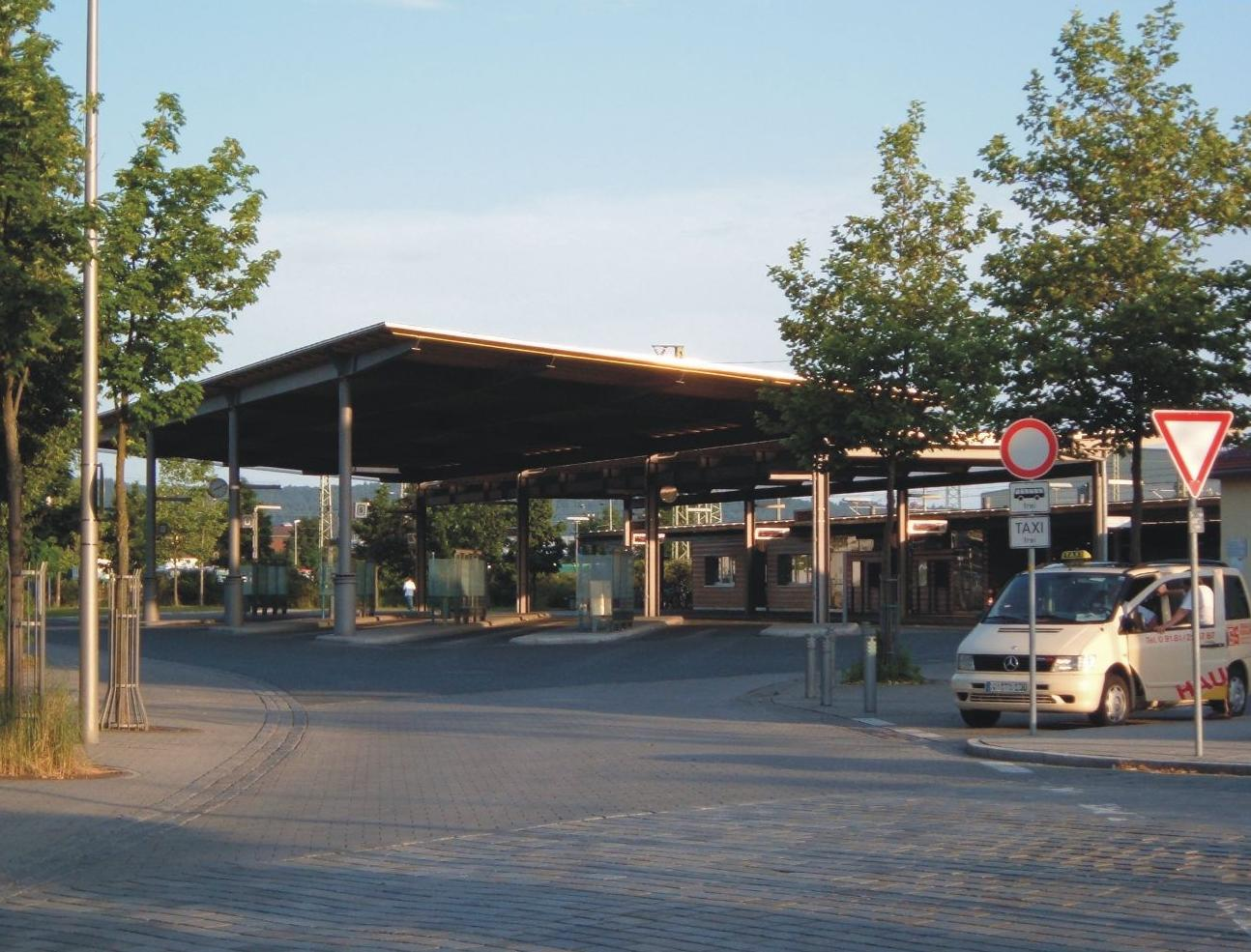
Busbahnhof

Als Station im Regionalverkehr verfügt der Bahnhof über ein umfangreiches Service-Angebot. Die Deutsche Bahn betreibt hier ein Reisezentrum, daneben befinden sich eine Bäckerei mit Stehcafé und Kiosk sowie ein Zeitschriftenladen vor Ort.
Die Bahnsteige 1 bis 5 sowie der Busbahnhof sind mit digitalen Zugzielanzeigern ausgerüstet. Eine weitere dynamische Anzeige ist in der Bahnhofshalle installiert. Alle Bahnsteige sind barrierefrei über einen Aufzug erreichbar.
Eine öffentliche Toilette befindet sich am Busbahnhof. In unmittelbarer Nähe des Bahnhofs stehen Stellplätze für über 400 Fahrräder und etwa 60 PKW zur Verfügung. Im etwa 600 Meter entfernten Parkhaus Ringstraße können für Kunden des VGN und des RVV vergünstigte Dauerparkplätze gemietet werden.

## Geschichte
Das Bahnhofsgebäude wurde am 1. Dezember 1871 mit  Eröffnung der Bahnstrecke Nürnberg–Neumarkt fertiggestellt. 1873 folgte die Erweiterung der Strecke nach Regensburg. Ab 1. Juni 1888 verkehrten von hier auch die Züge der Sulztalbahn in Richtung Beilngries und Freystadt. Neben dem Bahnhofsgebäude für den Personenverkehr entstand außerdem ein Güterbahnhof, über den vor allem Güter lokaler Unternehmen umgeschlagen wurden.
Am 22. April 1945 wurde der Bahnhof fast vollständig bei einem Luftangriff der US Air Force zerstört. Zahlreiche Menschen, darunter auch Flüchtlinge in einem im Bahnhof abgestellten Zug, fanden hier den Tod.
Nach Kriegsende wurde der Bahnhof wieder aufgebaut und erweitert, zusätzlich wurde in den 1970er Jahren das Gleis 3 entfernt und dort der Bahnsteig für die Gleise 2 und 4 errichtet.
Nachdem der Personenverkehr auf der Sulztalbahn am 25. September 1987 eingestellt wurde, verlor der Bahnhof seine Funktion als Umsteigebahnhof ins Altmühltal. Kurz darauf wurde auch der benachbarte Güterbahnhof stillgelegt.
Zum 1. März 1993 löste die Deutsche Bundesbahn den Status des Bahnhof als Hauptdienststelle auf. Er wurde, mit allen Nebenstellen, dem Bahnhof Nürnberg-Dutzendteich zugeordnet.
1995 wurde für das Gleis 5 ein eigener Seitenbahnsteig errichtet, der von Anfang an behindertengerecht mit einem Aufzug ausgestattet wurde.
Der ehemalige Güterbahnhof wurde 1996/1997 abgerissen, an seiner Stelle entstand der heutige Busbahnhof. Im Zuge der Bauarbeiten wurde auch das Bahnhofsgebäude komplett saniert und der Bahnhofplatz vor dem Gebäude neu gestaltet. Auf den Bahnsteigen wurden digitale Zugzielanzeiger installiert und in der Bahnhofshalle ein „TrainingPoint“ für Auszubildende der Deutschen Bahn eingerichtet, der bis 2007 bestand.

### Ausbau für die S-Bahn

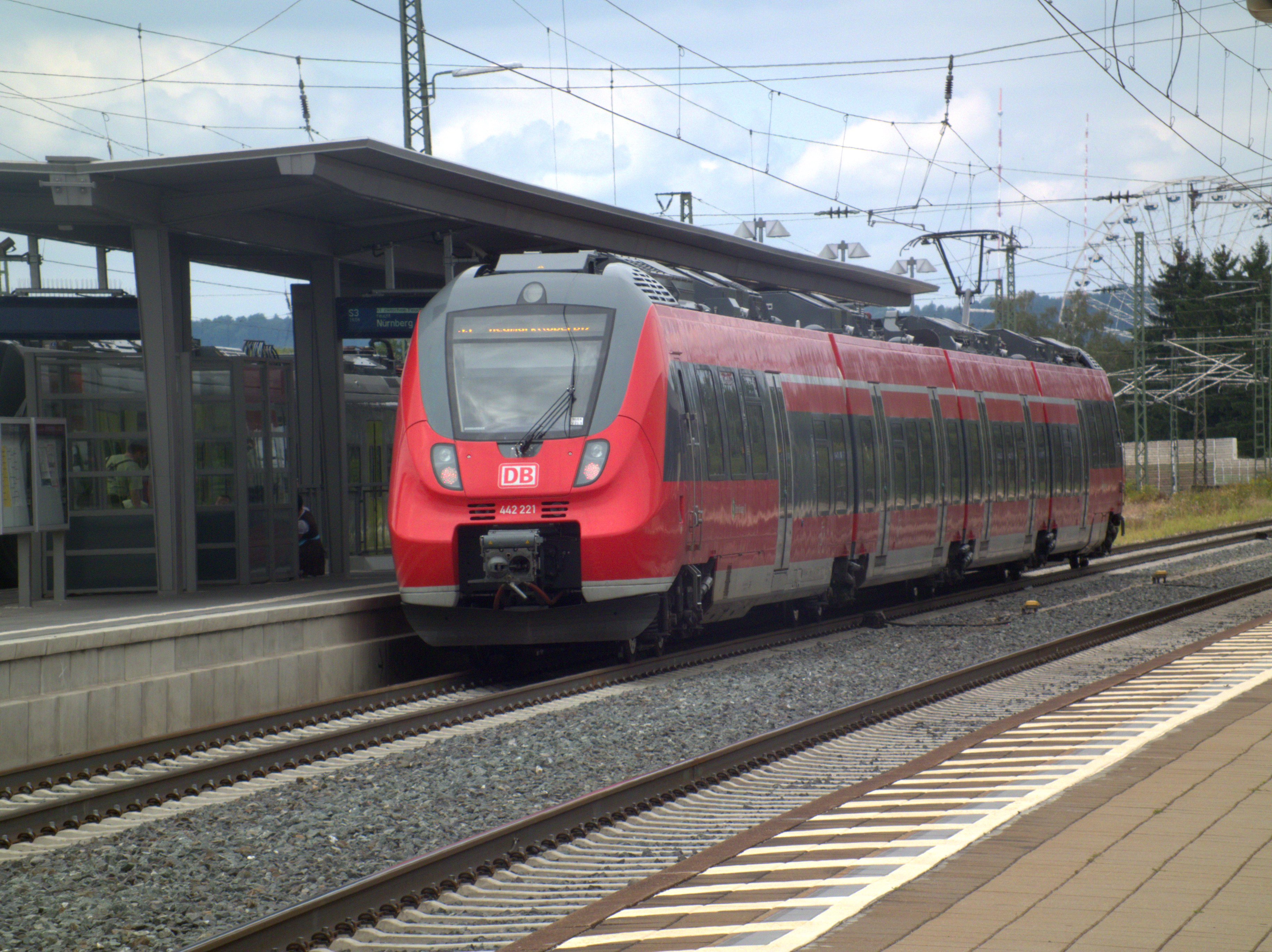
Zug der Linie S3 am modernisierten Bahnsteig 2/4

Für die S-Bahn Nürnberg–Neumarkt, die im Dezember 2010 ihren Betrieb aufnahm, wurde der Bahnhof seit Herbst 2008 umgestaltet: der Bahnsteig 2/4 wurde umfassend saniert sowie auf eine Höhe von 76 cm gebracht, die Bahnsteigüberdachung wurde erneuert und verlängert. Um einen barrierefreien Zugang zu ermöglichen, wurde im Frühjahr 2011 ein Aufzug eingebaut. Daneben erfolgten auch im Gleisfeld einige Umbauten. Die nordwestlich des Bahnhofs gelegene Brücke über die Freystädter Straße wurde erweitert, um ein drittes Gleis Richtung Nürnberg aufnehmen zu können.

### Ausblick
Im Zuge der für 2026 geplanten Generalsanierung der Strecke Regensburg–Nürnberg sollen im Bahnhof unter anderem einzelne Weichen und weitere Gleise erneuert und ein Schaltposten neu gebaut werden.